# Sybra pallens
Sybra pallens es una especie de escarabajo en la familia Cerambycidae. Fue descrito por Breuning en 1942.